# Flughafen Napa County

i7
i11
i13
Der Napa County Airport (IATA-Code: APC, ICAO-Code: KAPC) ist ein öffentlicher Flughafen für die allgemeine Luftfahrt, 8 km südlich von Napa, Napa County in den Vereinigten Staaten.

## Flughafendaten
Er hat drei Asphaltpisten: eine mit 1526 m Länge und 46 m Breite, eine mit 765 m Länge und 23 m Breite und eine mit 1807 m Länge und 46 m Breite. Die Fläche des Flughafens beträgt 332 ha. Die Seehöhe beträgt 11 m.

## Geschichte
Der Angriff auf Pearl Harbor löste den Bau eines Flugplatzes in Napa aus. Das Napa Auxiliary Air Defense Field wurde im Jahr 1942 zusammen mit Hunderten anderer neuer Einrichtungen entlang der Küste gebaut. Bei Kriegsende im Jahr 1945 übergab die Bundesregierung die Kontrolle über den Flughafen an Napa County.
Bis zum Frühjahr 1947 bediente Southwest Airways (die 1958 ihren Namen in Pacific Air Lines, dem Vorgänger von Air West und Hughes Airwest, änderte) den Napa County Airport mit sechs täglichen Flügen, die mit Douglas DC-3 auf der Route San Francisco – Oakland – Napa – Sacramento – Marysville/Yuba City – Chico – Red Bluff – Redding, wobei zwei dieser Flüge weiter nach Norden flogen nach Yreka und Medford. Im Flugplan von Southwest Airways vom 27. April 1947 wurde der Flughafen als Vallejo-Napa aufgeführt, wobei darauf hingewiesen wurde, dass der Napa County Airport der Flugplatz war, von dem aus beide Städte angeflogen wurden. Southwest Airways hatte den Betrieb des Flughafens im Herbst 1953 eingestellt. In der Vergangenheit wurde der Flughafen auch von mehreren kleinen Zubringerfluggesellschaften mit Linienflügen angeflogen. Im Jahr 1969 führte Golden Pacific Airlines (1969–1973) jeden Wochentag fünf Flüge vom San Francisco International Airport (SFO) mit Turboprop-Flugzeugen vom Typ Beechcraft Model 99 durch. 1971 eröffneten die International Air Services Company (IASCO) und Japan Airlines (JAL) eine Flugschule am Flughafen. Bis 1978 führte Stol Air Commuter jeden Wochentag sechs Flüge von San Francisco International mit den Propellerflugzeugen Britten-Norman BN-2 Islander und Britten-Norman BN-2A Trislander durch.
Im Juni 2010 gab Japan Airlines bekannt, dass es seine Schulungseinrichtung im Rahmen eines Insolvenzsanierungsplans schließen werde.  Im Februar 2012 gab IASCO bekannt, dass es seine Schulungseinrichtung Anfang März nach Redding, Kalifornien, verlegen werde.  Im Juni 2014 unterzeichnete die International Airline Training Academy (IATA) einen Vertrag über die Anmietung von Flächen am Flughafen zur Ausbildung von Piloten für einen Zeitraum von fünf Jahren. Die IATA operiert seit 2017 nicht mehr vom Napa County Airport aus. Der Kontrollturm wurde beim Erdbeben in South Napa 2014 geringfügig beschädigt. Am 22. Mai 2015 nahm Surf Air den Linienflug zum Flughafen auf.
Die parallelen Start- und Landebahnen 18R/L und 36R/L wurden ab Oktober 2019 neu asphaltiert und in 19R/L und 1R/L umbenannt.

## Flugbetrieb
Im Jahre 2020 fanden 45.008 Flugbewegungen statt, davon 18.337 lokale Bewegungen, 19.496 Zwischenlandungen, 6.147 Air-Taxi-Flüge, 3 Frachtflüge und 1.025 militärische Flüge fanden statt. 137 einmotorige und 9 zweimotorige Flugzeuge, 12 Jetflugzeuge und 7 Hubschrauber waren 2020 hier stationiert.